# Keltische Kunst

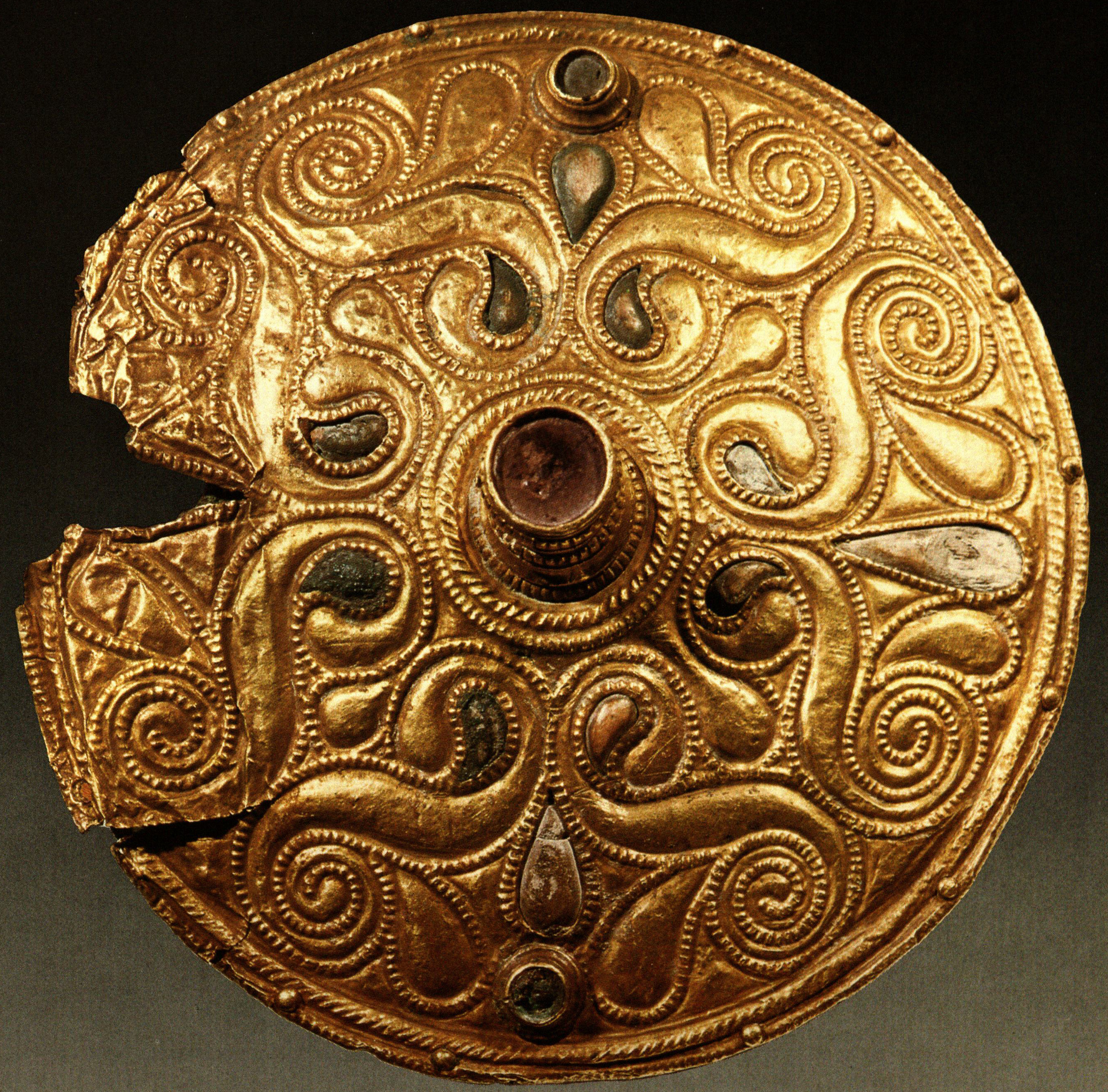
Keltische Scheibe aus Auvers-sur-Oise (Val-d’Oise), Gold auf Bronze, Anfang 4. Jahrhundert v. Chr., heute im Cabinet des Médailles der Bibliothèque Nationale, Paris

Keltische Kunst ist die Kunst der antiken Volksstämme der Kelten, deren Siedlungsgebiet sich von Südostengland, Frankreich und Nordspanien im Westen bis nach Westungarn, Slowenien und Nordkroatien im Osten von Oberitalien im Süden bis zum nördlichen Rand der deutschen Mittelgebirge erstreckte. Charakteristisch für die keltische Kunst ist während ihrer „klassischen“ Zeit die ausgefeilte Ornamentik, die sich zum Teil pflanzlicher und tierischer Motive bediente, zum Teil mit abstrakten Wellen- und Linienmustern arbeitete.
Keltische Kunst beginnt in der Eisenzeit, und zwar in der La-Tène-Zeit ab dem 5. Jahrhundert. Es handelt sich um kein einheitliches Phänomen, sondern die keltische Kunst zeigt starke räumliche und zeitliche Unterschiede. Während sie in Kontinentaleuropa um die Zeitenwende durch die gallorömische Periode abgelöst wurde, bestand sie in Teilen Britanniens und Irlands fort und beeinflusste dort die insulare Kunst.

## Definition und Verbreitung

Verbreitung keltischer Völker und Sprachen:
Gebiet der Hallstattkultur im 6. Jh. v. Chr.
Größte keltische Ausdehnung um 275 v. Chr.
Lusitania (keltische Besiedlung unsicher)
Die sechs „keltischen Nationen“ mit keltischen Sprachen in der Neuzeit
Heutiges Verbreitungsgebiet keltischer Sprachen

Mit keltischer Kunst ist die Kunst gemeint, die sich als eigenständiger Kunststil vor allem vom 5. bis 3. Jahrhundert v. Chr., teilweise darüber hinaus, durch archäologische Funde in großen Teilen Europas nachweisen lässt. Die Produzenten dieser Kunst sind die Träger der sogenannten La-Tène-Kultur, die nach dem bedeutenden archäologischen Fundort La Tène in der Schweiz benannt ist. Bis heute ist es üblich, die Träger der La-Tène-Kultur mit den in antiken Quellen genannten „Kelten“ gleichzusetzen. In der modernen Archäologie ist die Verwendung der Bezeichnung „Kelten“ jedoch uneinheitlich und teilweise umstritten. Auch ist das Verbreitungsgebiet der keltischen Sprachen nicht deckungsgleich mit den archäologischen Funden aus der La-Tène-Zeit.
Archäologisch reichte Ausbreitung der materiellen keltischen Kultur von Frankreich im Westen bis nach Westungarn, Slowenien und Nordkroatien im Osten, von Oberitalien im Süden bis zum nördlichen Rand der deutschen Mittelgebirge. Daneben existieren einzelne latènezeitliche Funde auf dem gesamten Balkan bis nach Anatolien (Siedlungsgebiet der Galater in der heutigen Türkei).
Die Einbeziehung Britanniens und Irlands in das Verbreitungsgebiet der archäologisch als keltisch bezeichneten Kultur ist umstritten. Die dortigen archäologischen Funde der mittleren und späten Eisenzeit (ca. 600–30 v. Chr.) greifen Kunststile aus dem Kontinent auf, weisen aber auch regionale und lokale Eigenheiten auf. Im nordspanischen Galicien fanden sich ebenfalls einige latènezeitliche Fibeln, aber hier handelt es sich um Einzelfunde.
Der keltisch geprägte Kulturraum grenzte an den etruskische Kulturbereich, im Osten und Südosten unter anderen an den der Griechen, später auch an das Römische Reich. Nördlich des keltischen Einflussgebietes waren germanische Stämme ansässig. Zu diesen Kulturen unterhielten die keltischen Stämme zumindest zeitweise Handelsbeziehungen. Keltische Kunst wurde von diesen benachbarten Kulturen zeitweise deutlich beeinflusst, vom 5. bis 3. Jahrhundert kann man aber von einer eigenständigen keltischen Kunst sprechen.

## Anfänge der keltischen Kunst

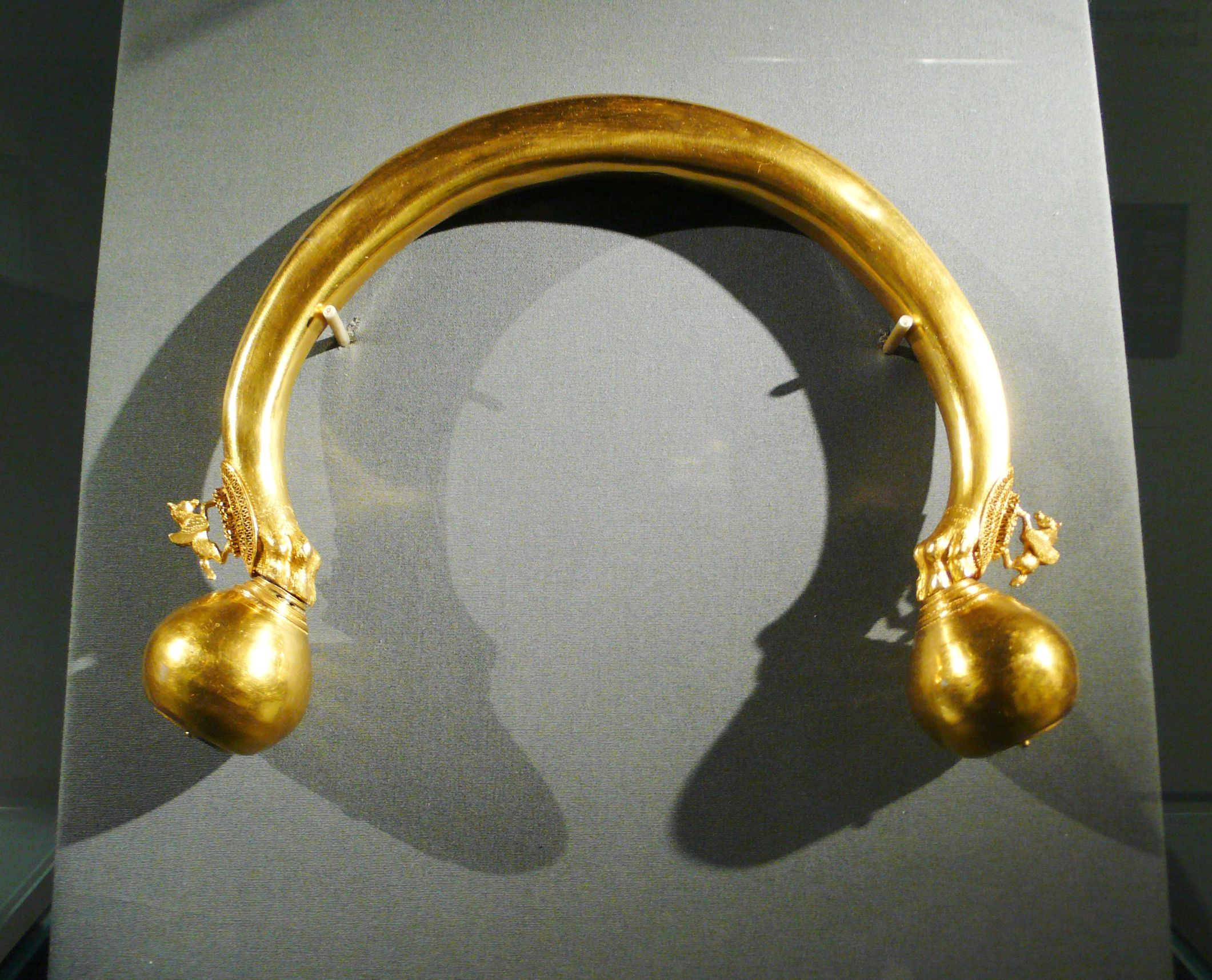
Goldtorque aus der fürstlichen Grabstätte von Vix, 480 v. Chr., gefunden nahe der Stadt Châtillon-sur-Seine, Frankreich

Die Nennung der Kelten in antiken Quellen fällt mit der eisenzeitlichen Späthallstattkultur in Mitteleuropa zusammen. Diese Kultur hatte sich seit etwa 800/750 v. Chr. in einer Region zwischen Ostfrankreich und Österreich mit seinen angrenzenden Ländern verbreitet. Die Kunst der Hallstattzeit orientierte sich vor allem an der antiken Kunst der Griechen und Etrusker. Eine eigenständige keltische Kunst setzt mit dem Beginn der La-Tène-Zeit ab dem 5. Jahrhundert v. Chr. ein.
Der Archäologe Paul Jacobsthal bemerkte in seinen Ausführungen zur La-Tène-Kunst ein rasches und unvermitteltes Auftreten der La-Tène-Formen, die sich in ihrer Gestaltung deutlich von den vorherigen geometrischen Ornamenten der hallstattzeitlichen Kunst unterschieden. Die griechischen Elemente der frühen Phase erklärte er durch einen indirekten, zeitlich verzögerten Import über den etruskischen Kulturraum. Die griechischen Formen wären demnach nicht von zeitgleich in Griechenland vorhandenen Elementen abgeleitet, sondern von Formen, die bereits einige Zeit bestanden hatten und erst allmählich Einzug in den Formenbestand der keltischen Handwerker fand. So lässt sich auch der starke etruskische Einfluss zu Beginn der La-Tène-Kunst erklären, der sich auch durch Importe fassen lässt. Die Muster sind auf Schmuckstücken (Hals- und Armreifen, Schwertgriffe, Fibeln) aus Bronze, seltener aus Gold zu finden. Einlagen aus Koralle, Bernstein und rotem Email sorgen für Farbeffekte.
In der fürstlichen Grabstätte von Vix in Burgund, die um das Jahr 500 v. Chr. datiert wird, zeichnen sich bereits erste Tendenzen zu einem eigenen keltischen Stil im Übergang von der Späthallstattzeit zur Frühlatènezeit ab. Der zentrale Fund, ein goldener Halsschmuck, ist eine keltische Arbeit, die aber noch Motive aus der griechischen Mythologie aufgreift: Unterhalb der kugelförmigen Endstücke des Halsrings befinden sich geflügelte Pferdchen, möglicherweise eine Anspielung auf das Pegasos-Motiv.

## Hochblüte der Ornamentik vom 5. bis 3. Jahrhundert v.Chr.

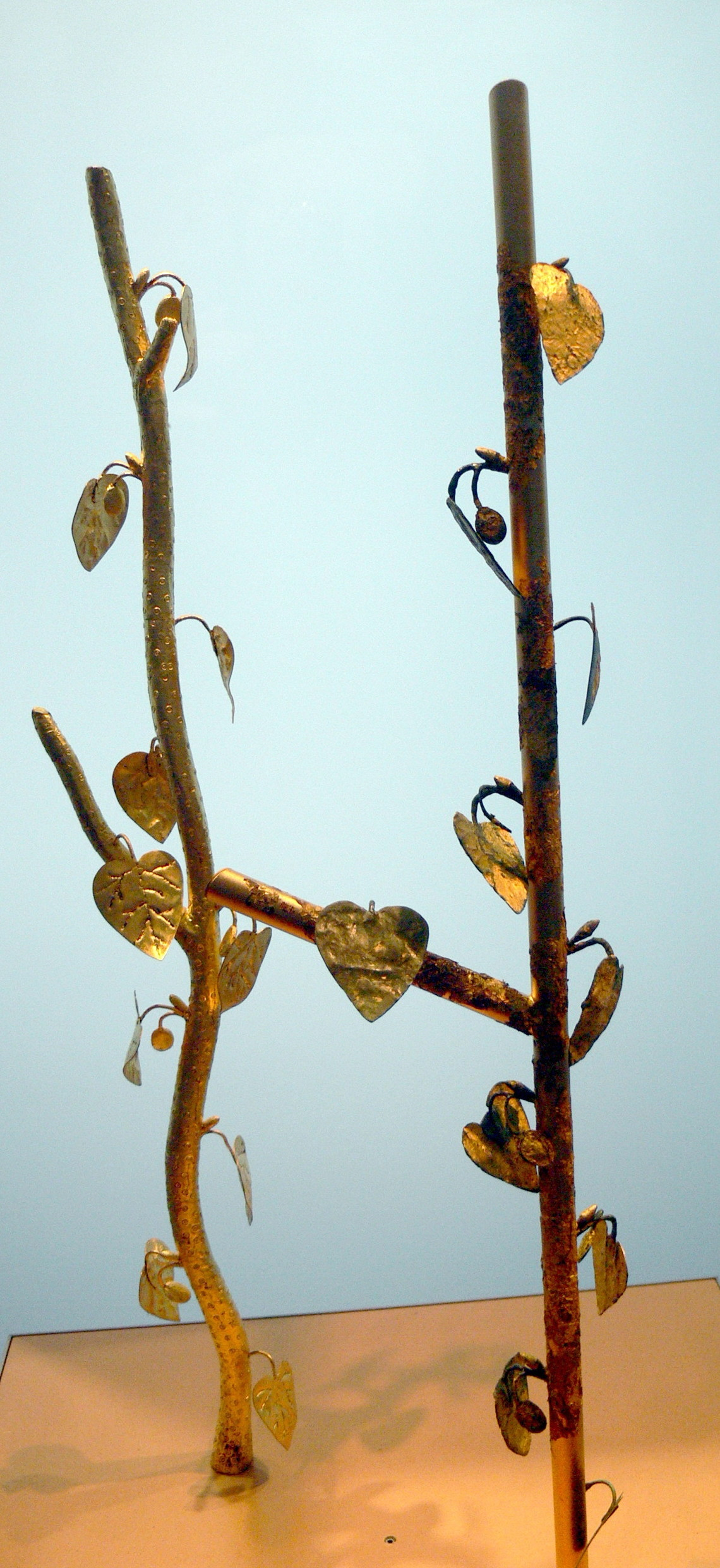
Kultbäumchen von Manching, eine Schnittstelle zwischen keltischen und griechisch-hellenistischen Stilelementen; rechts: originale Reste auf einem modernen Träger montiert; links: Rekonstruktion (Kelten-Römer-Museum, Manching)

Ein wichtiges Definitionskriterium und Merkmal der Latènekultur ist die reiche ornamentale, teilweise auch figürliche Verzierung von Schmuck, Waffen und Gefäßen aus Metall. Hinzu kommen einzelne Steinstelen. Die Definition und Untergliederung von vier aufeinanderfolgenden Kunststilen der Latènekultur geht auf Paul Jacobsthal zurück, der 1944 die grundlegende Arbeit dazu publizierte. Er beschrieb die Übernahme und Umwandlung griechischer/etruskischer Motive, pflanzliche Ornamentik, Tier- und Maskendarstellungen sowie Zirkelornamentik als wichtigste Merkmale „keltischer“ Kunst.
Paul Jacobsthal definierte ferner verschiedene Stile der Ornamentik und versuchte, eine relative Chronologie zu erstellen. An den Beginn der La-Tène-Kunst setzte er den Frühen Stil, darauf sollte der Waldalgesheimstil folgen, darauf der Plastische Stil und der Schwertstil. Letztere zwei Stile stellten eine Weiterführung und Entwicklung des zweiten Stiles dar, der als zeitlicher Fixpunkt in seiner Chronologie diente.
| Periode            | Beginn um (v. Chr.) | Bezeichnung nach Paul Jacobsthal                               |
| ------------------ | ------------------- | -------------------------------------------------------------- |
| Lt A               | 475/450             | Early Style (dt. „Früher Stil“)                                |
| Lt B1              | 380/350             | Waldalgesheim Style (dt. „Waldalgesheimstil“)                  |
| Lt B2              | 320/300             | Plastic Style (dt. „Plastischer Stil“)                         |
| Lt C1              | 250/235             | Plastic Style/Sword Style (dt. „Plastischer Stil/Schwertstil“) |
| Lt C2              | 190/180             | Sword Style (dt. „Schwertstil“)                                |
| Lt D1              | 130/120             |                                                                |
| Lt D2              | 60/50               |                                                                |
| Lt D3              | 20/15               |                                                                |
| römische Eroberung |                     |                                                                |

### Früher Stil

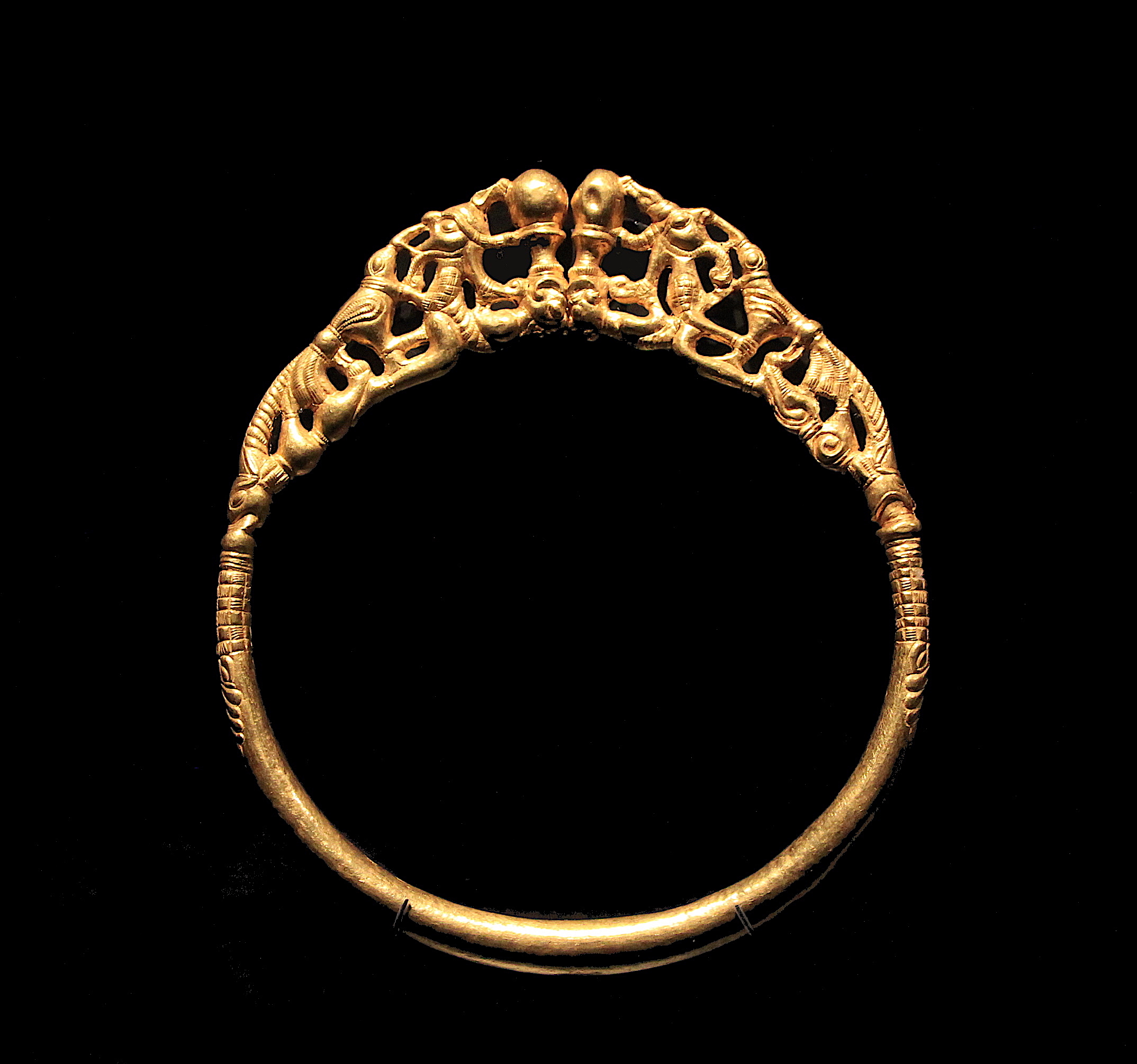
Halsring vom Goldschatz von Erstfeld, um 380 v. Chr.

Die frühen Motive der keltischen Kunst sind stark durch etruskische Importstücke beeinflusst, wobei die etruskische Kunst ihrerseits wiederum ihre Formen und Ideen aus dem griechischen Raum schöpfte. Die intensiven überregionalen Kontakte der Kelten vor allem mit dem etruskischen Kulturraum sind also entscheidend. Dieser Grundbestand an Formen wurde von den keltischen Handwerkern als Basis für die Entwicklung eigener Ornamente verwendet.
Aus dem griechisch-etruskischen Repertoire an Formen übernahmen keltische Künstler vor allem die Lotusblüte und die Blattpalmette. Diese Formen wurden aber in der keltischen Kunst uminterpretiert: Die ursprünglich klaren und übersichtlichen Ornamente wurden in ihre Einzelteile zerlegt und neu komponiert, zum Teil gingen sie in Wellenlinien auf. Im Gegensatz zur etruskischen und griechischen Ornamentik zeigt sich die keltische Ornamentik wesentlich verspielter.
Charakteristisch für den Frühen Stil ist ferner die Verwendung von phantastischen Mischwesen zur Dekoration, z. B. für Gewandfibeln. Daneben gibt es aber auch figürliche Fibeln, wo das entsprechende Tier, etwa ein Pferd oder Wildschwein, gut erkennbar ist. Ein Beispiel für ein Kunstwerk, in dem menschenähnliche und tierische Fabelwesen miteinander verwoben sind, ist der Halsring Nummer 3 aus dem Goldschatz von Erstfeld.
Eine spektakuläre archäologischer Grabstätte, dessen Funde ebenfalls dem Frühen Stil zuzuordnen sind, ist der Grabhügel von Glauberg. Unter den Funden befindet sich eine der wenigen frühen Beispiele für keltische Steinfiguren, eine rundplastische Kriegerfigur aus Sandstein mit Halsschmuck und sogenannter Blattkrone.
Beispiele für den Frühen Stil finden sich ferner in den Funden der Gräbern am Dürrnberg bei Hallein in Österreich, im Grabhügel „Kleinaspergle“ in Asperg bei Stuttgart sowie im Grab von Eigenbilzen im belgischen Limburg.

### Waldalgesheimstil

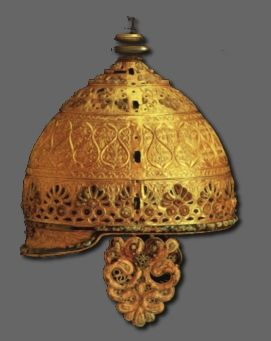
Keltischer Zeremonienhelm aus Eisen, Bronze, Gold, Silber und Korallen; 3. Jahrhundert v. Chr., Fundort: Agris (Charente), heute im Musée d’Angoulême

Der Waldalgesheimstil oder Rankenstil ist der erste von den Kelten eigenständig entwickelte Kunststil. Er zeichnet sich durch komplexe Muster aus Ranken, ineinander gehakten Spiralen, Schleifen und Scheiben aus. Hier sind besonders geometrisch geordnete Pflanzenmuster häufig. Die Ranken und Palmetten des mediterranen Vorbilds wurden in ihre Einzelbestandteile aufgelöst und einzeln nebeneinandergestellt, oder, im Falle der S-Spiralen, kunstvoll miteinander verschlungen. Oft lassen sich die Einzelornamente kaum voneinander unterscheiden. Figürliche Darstellungen fehlen nahezu komplett.
Namensgebend für den Stil ist das Waldalgesheimer Fürstengrab, das Prunkgrab einer Frau, das im Jahr 1869 in der Gemeinde Waldalgesheim im Hunsrück entdeckt wurde. Weitere Beispiele für Fundstätten, die dem Waldalgesheimstil zuzuordnen sind, sind unter anderem Moscano di Fabriano und Filottrano in Italien. Der Waldalgesheimstil ist durch eine große Anzahl von Metallarbeiten quer durch Europa belegt, aber auch durch Keramikfunde mit der für den Waldalgesheimstil typischen Ornamentik, etwa auf Keramikgeschirr in Gräbern in der Champagne.
Ein spektakulärer Einzelfund und Beispiel für den Waldalgesheimstil ist ein mit Goldblech überzogener Helm, der aus einer Höhle bei Agris in Südwestfrankreich stammt. Das Goldblech des Helms ist vollständig mit verschiedenen Mustern bedeckt, so zum Beispiel Bänder von Palmetten, die mit Korallenplättchen belegt sind, sowie S-Schlaufen und Ranken. Der Helm ist in seiner Machart so filigran, dass er vermutlich nicht für den praktischen Gebrauch zum Einsatz kam.

### Plastischer Stil

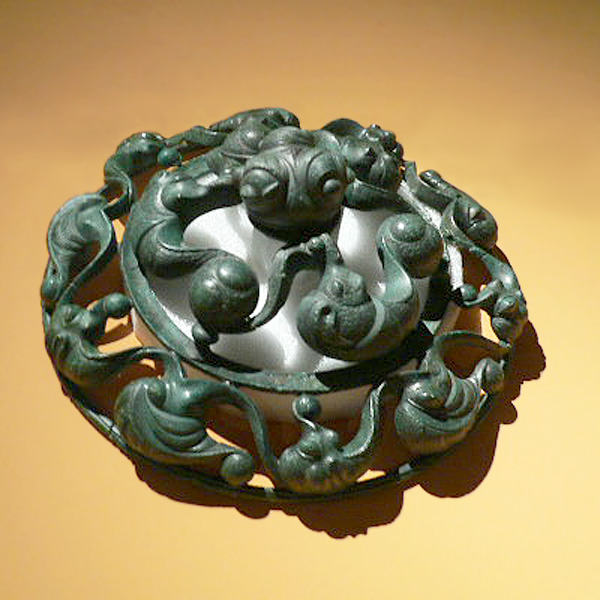
Keltisches Ornament, ca. 300-280 v. Chr., Fundort bei Roissy-en-France, Beispiel für den Plastischen Stil.

Ab dem Ende des 4. Jahrhunderts v. Chr. entwickelten sich aus dem Waldalgesheimstil die Späten Stile der keltischen Kunst, darunter der Plastische Stil. Dieser Stil zeichnet sich durch eine bemerkenswerte Plastizität der verwendeten Ranken und Spiralen aus. Waren zuvor die Ornamente flache Motive, sind die nun meist abstrakten Muster sehr stark vom Untergrund abgehoben. Die künstlerischen Kompositionen sind nun raumfüllender, schwerer und als plastischer Dekor auf die Oberfläche aufgesetzt.
Der Plastische Stil ist durch zahlreiche Fundorte in Europa belegt; die Entwicklung von flacher zur plastischer Ornamentik zeigt sich auf dem gesamten Gebiet des ursprünglichen Waldalgesheimstils. Die meisten Funde stammen aus Raum zwischen Böhmen und dem Balkan, aber es gibt auch im westlichen Europa Funde, die dem Plastischen Stil zuzuordnen sind, darunter bronzene Wagenverzierungen aus dem Umland von Paris und Ringschmuck im Languedoc. Der wichtigsten Funde für die Definition und Datierung des Plastischen Stils sind Bronzestücke, die zu einem keltischen Streitwagen gehören und die man bei Mezek in Südostbulgarien ausgegraben hat.

### Schwertstil
Der Schwertstil gehört auch zu den Späten Stilen der keltischen Kunst, die mehrheitlich ins 3. Jahrhundert v. Chr. datiert werden. Der Schwertstil war vor allem in Österreich, Böhmen und Ungarn verbreitet. Er wurde größtenteils anhand von Ornamenten auf Schwertscheiden definiert, worauf auch die Benennung des Stiles zurückgeht.
Die Schwertstile sind regional unterschiedlich ausgeprägt. So findet man ein Motiv mit zwei symmetrisch angeordneten Fabeltieren, vermutlich Greife, auf den Schwertscheiden vom heutigen Südostengland bis an die mittlere Donau. Im „ungarischen Schwertstil“ wiederum werden Rankenschlingen verwendet, die asymmetrisch auf der Schwertscheide verteilt sind. Tiere oder Wirbelmuster, angeordnet in ein Dreiermotiv, kennzeichnen den „Schweizer Stil“, dessen Verbreitung aber über La Tène hinausgeht.

## Spätere Entwicklungen ab dem 2. Jahrhundert v.Chr.
In den zwei Jahrhunderten vor der Zeitenwende gelangten keltische Stämme zunehmend unter den Einfluss des Römischen Reiches. Im ganzen römischen Reich setzen sich hellenistische Kultur und Lebensweise durch, so auch in den keltischen Gebieten nördlich der Alpen. Gleichzeitig ist ein Niedergang einer eigenständigen keltischen Kunst zu beobachten, die durch eine gallorömische Kunst und Kultur abgelöst wird. Einzelne archäologische Funde aus dieser Zeit zeigen aber auch, dass es Ausnahmen gab: So wurden in Clermont-Ferrand Tongefäße in einem eigentümlichen Malstil ausgegraben, eine Kombination zwischen hellenistischer figürlicher Malerei und keltischer Improvisation in der Ornamentik. In Britannien und Irland finden ferner auf der Basis der keltischen Kunst Weiterentwicklungen zu einer eigenen, insularen Kunst statt.

## Eigene Entwicklungen in Britannien und Irland
Während auf dem Kontinent sich die keltische zu einer gallorömischen Kultur entwickelte, konnten sich in Britannien die traditionellen keltischen Kunststile bis ins 2. Jahrhundert n. Chr. noch halten, teilweise auch weiterentwickeln, in Irland sogar bis ins 7./8. Jahrhundert.

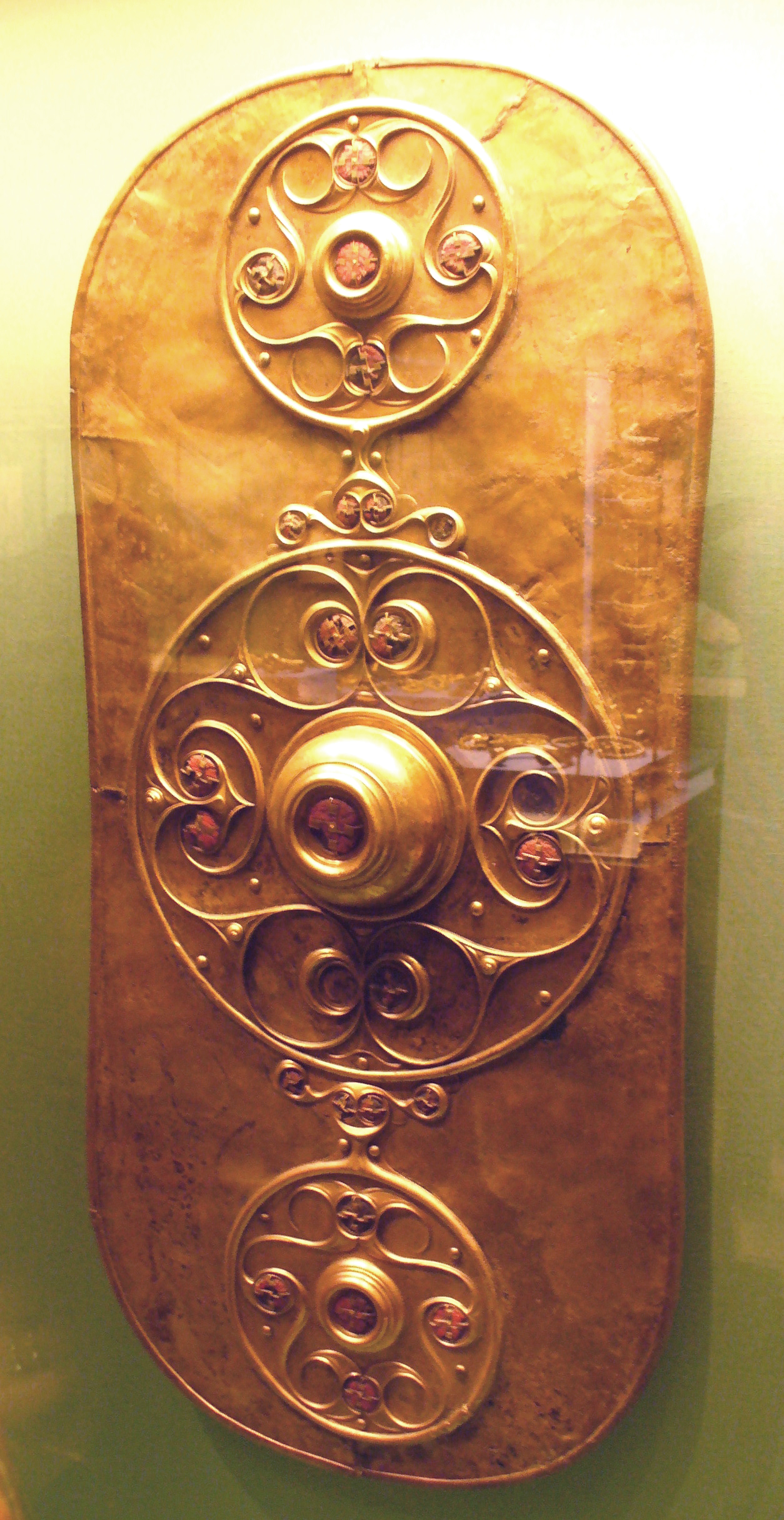
Battersea-Schild, um 300 v. Chr., British Museum, London
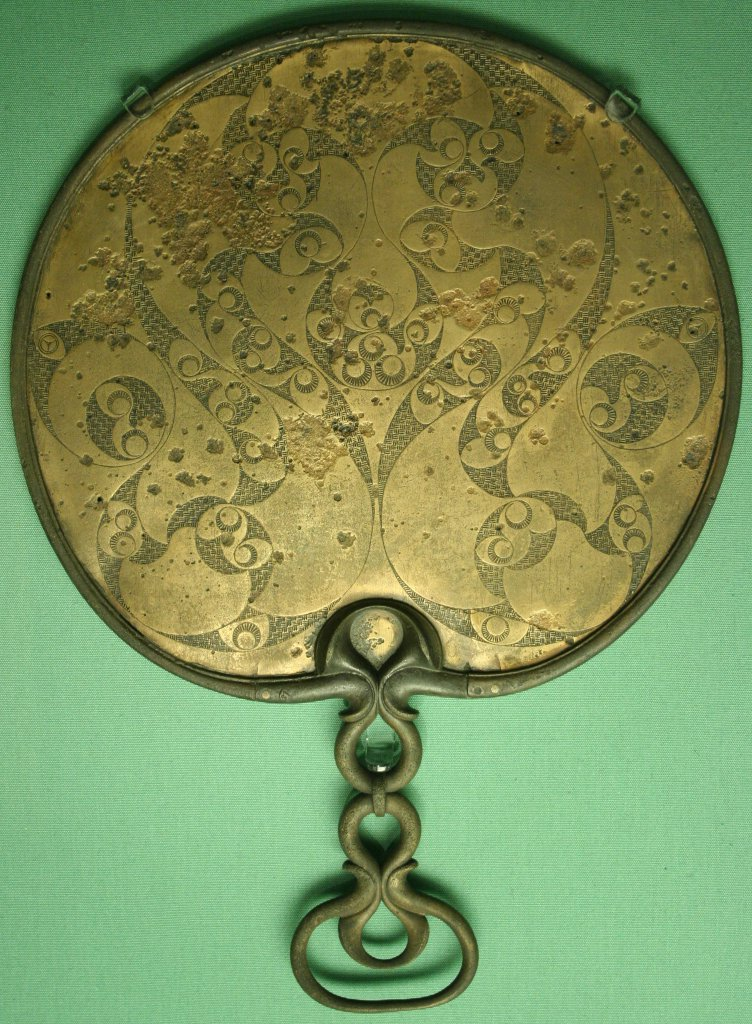
Ornamentkunst auf der Rückseite eines britannischen Bronzespiegels, Desborough, um Christi Geburt
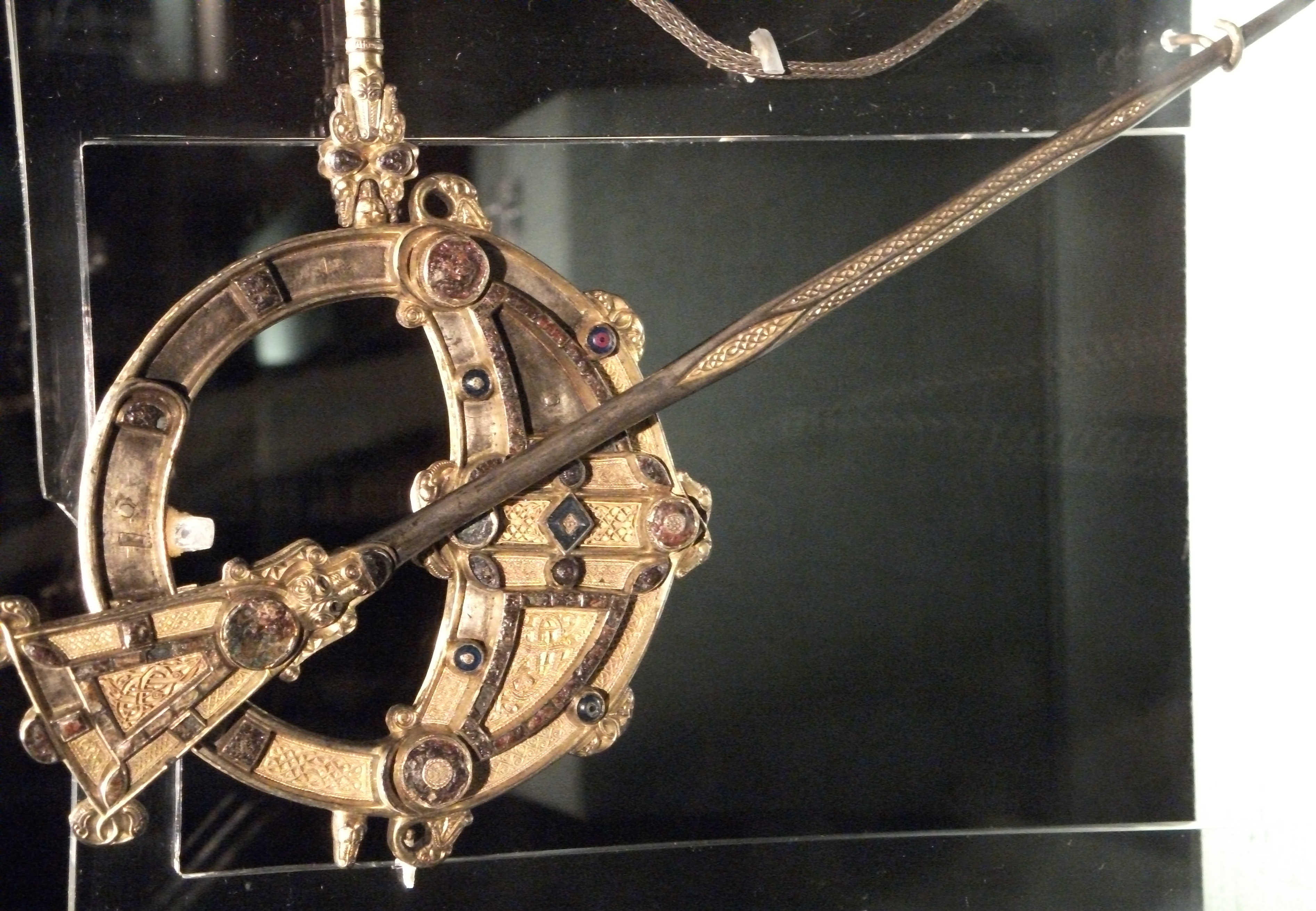
Keltisch-germanische Ornamente auf der Tara Brooch, um 700 n. Chr., gefunden bei Bettystown, - National Museum, Dublin, Irland
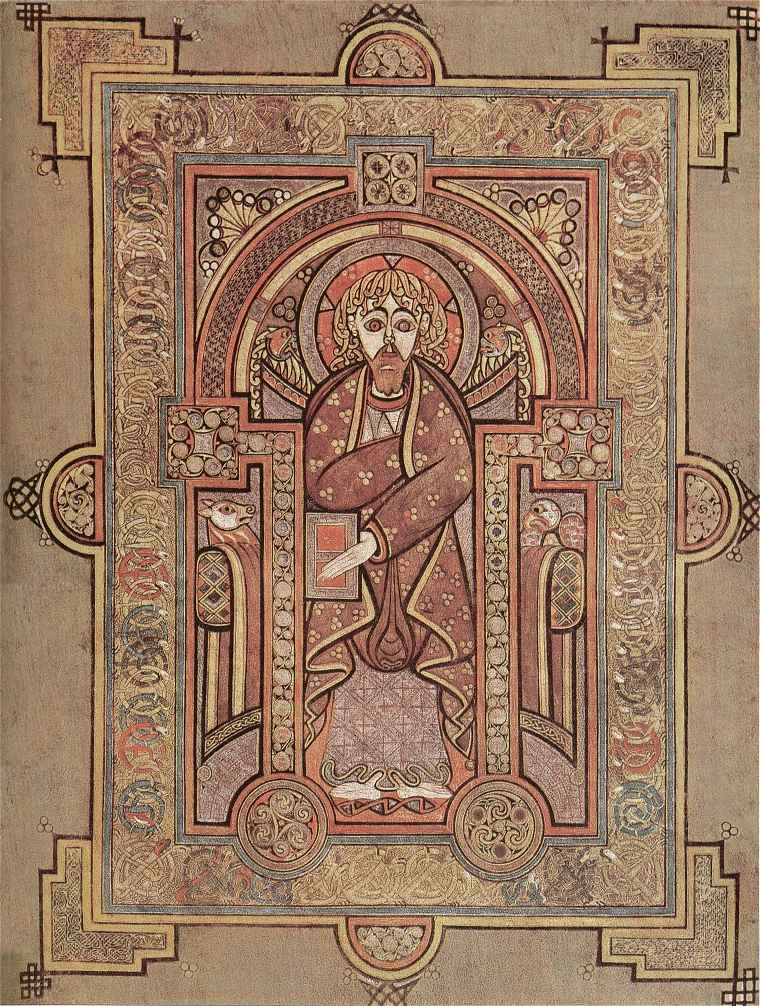
Book of Kells, Evangelist Matthäus, 8. Jahrhundert n. Chr.

### Britannien

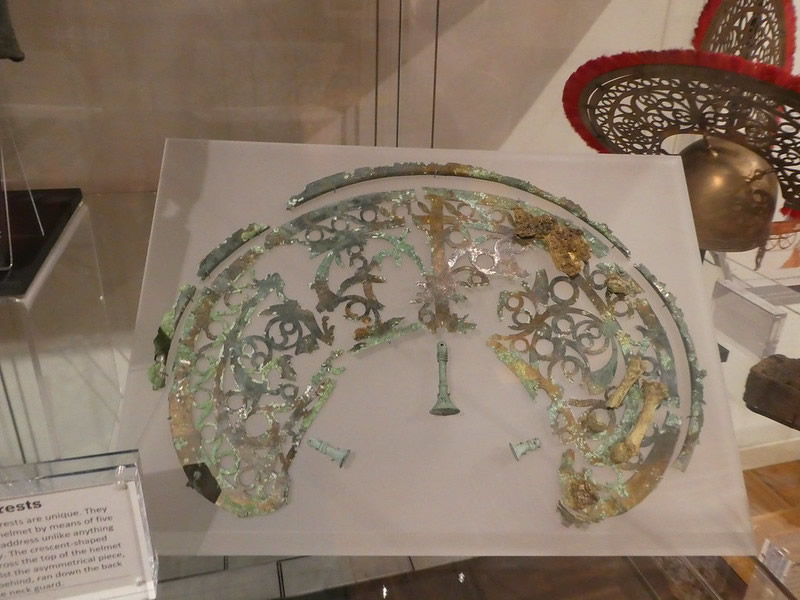
Dekoration auf einem Helm

Auch in Britannien gibt es archäologische Funde aus der späten Eisenzeit, die die keltischen Kunststile vom europäischen Kontinent aufgreifen, aber ein typisch insulares Gepräge zeigen. In der Aylesford-Kultur in Südengland sind besonders S-Spiralen und Gefäßaufsätze in Form von Masken typisch. Ein Beispiel für eine insulare Ausprägung des Waldalgesheimstils ist das Battersea-Schild aus der Zeit um 300 v. Chr., eines der bedeutendsten keltischen Kunstgegenstände der britischen Inseln.
Während auf dem europäischen Kontinent um Christi Geburt bereits eine gallorömische Kultur und deren Kunst dominierte, hielt sich in Britannien noch keltische Ornamentik bis mindestens um die Zeit Christi Geburt. Besonders eindrucksvoll ist dies durch anspruchsvoll gestaltete Bronzespiegel belegt, die bei archäologischen Ausgrabungen in Desborough zutage kamen. Eine vergleichbare Ornamentik findet sich auf einer Helmdekoration aus dem Grab des sogenannten North Bersted-Mann.

### Irland
Die irische Kunst der römischen Kaiserzeit nahm zahlreiche Anregungen aus Britannien auf. Die Fibeln des 4.–7. Jahrhunderts n. Chr. zeigen einfache geometrische Muster, aber auch verschlungene S-Spiralen und „trumpet scrolls“. Die Hängebecken folgen römischen Vorbildern, aber mit Spiralmustern auf den Henkelattachen. Sie wurden meist in angelsächsischen Gräbern gefunden, es ist also nicht sicher, dass sie tatsächlich im irischen Siedlungsgebiet hergestellt wurden.
In Irland kommt es ab dem 7. Jahrhundert n. Chr. zu einer letzten Hochblüte der keltischen Kunst. Zu dieser Zeit sind die Klöster die Zentren kultureller Tätigkeit; sie führen auch einige keltische kunsthandwerkliche Traditionen fort.
Die frühmittelalterliche Kunst Irlands entstand aus einem Gemisch einheimisch eisenzeitlicher, römischer, germanischer, wikingischer und mittelmeerischer Einflüsse. Die verschlungenen Muster des germanischen Tierstils, wie er von den spätrömischen Militärgürteln, später von angelsächsischen Artefakten bekannt war, wurden mit Anregungen aus der Buchmalerei des nahen Ostens verbunden, so entstanden die Ranken- und Knotenmuster, die sich auf den Ringfibeln des 7.–8. Jahrhunderts finden. Beispielsweise verbindet die Tara Brooch aus dem Irland des 8. Jahrhunderts keltische und germanische Motive und Ornamentik.
Die Knotenmuster illustrierter Manuskripte des 8.–10. Jahrhunderts werden oft als typisch keltisch bezeichnet. Der Stil war aber zu dieser Zeit weit verbreitet und findet sich auch im Metallhandwerk und in Steinmetzarbeiten wie Hochkreuzen. Das berühmte Book of Kells aus dem 8. Jahrhundert zum Beispiel könnte auch in Northumbrien, in Ost-Schottland (Pikten) oder auf Iona hergestellt worden – und von dort erst im 11. Jahrhundert nach Irland gelangt sein.

## Forschungsgeschichte
Der Begriff „keltische Kunst“ wurde durch den englischen Antiquar John Mitchell Kemble geprägt. Beeinflusst durch die Brüder Grimm suchte er den Unterschied zwischen Kelten und Angelsachsen an Bodenfunden festzumachen. Er identifizierte vor allem ein dreiteiliges Fischblasenmuster (trumpet scroll) als typisch keltisch. Seine Ideen wurden von William Wilde in Dublin und Augustus Wollaston Franks in London aufgegriffen. Franks identifizierte den Wandsworth- und den Battersea-Schild sowie Pferdegeschirr aus einem Hortfund in den Polden Hills als keltisch, obwohl antike Autoren die Bewohner der britischen Inseln nie als Kelten bezeichnet hatten.
Paul Jacobsthal, ein klassischer Archäologe aus Marburg, entwickelte die grundlegende Aufteilung der Latènekunst, die auch heute noch Gültigkeit besitzt. Allerdings sieht man heute schärfere regionale Unterschiede, während Jacobsthal noch eine einzige, in ganz Mitteleuropa weitgehend gleichartige keltische Kunst sah. Weitere wichtige Studien zur Latènekunst stammen von Otto-Herman Frey (Marburg).

### Keltische Kunst
- Rudolf Echt: Äusserer Anstoss und innerer Wandel. Drei Thesen zur Entstehung der Latènekunst. In: Martin A. Guggisberg (Hrsg.): Die Hydria von Grächwil. Zur Funktion und Rezeption mediterraner Importe in Mitteleuropa im 6. und 5. Jahrhundert v. Chr. (= Schriften des Bernischen Historischen Museums. 5). 3-9521573-7-6, Bern 2004, S. 203–214.
- Christiane Eluère: Das Gold der Kelten. Hirmer, München 1987, ISBN 3-7774-4580-0.
- Otto-Herman Frey: Kunst und Kunsthandwerk der Kelten. In: Hundert Meisterwerke keltischer Kunst. Schmuck und Kunsthandwerk zwischen Rhein und Mosel. (= Schriftenreihe des Rheinischen Landesmuseums Trier. 7), Rheinisches Landesmuseum, Trier 1992, ISBN 3-923319-20-7, S. 13–30.
- Paul Jacobsthal: Early Celtic Art. In: The Burlington Magazine for Connoisseurs. Band 67, Nr. 390, 1935, S. 113–127, JSTOR:866191.
- Paul Jacobsthal: Early Celtic Art. 2 Bände (Textband und Tafelband). Clarendon Press, Oxford 1944.
- Ruth Megaw, Vincent Megaw: Celtic Art. From its beginnings to the Book of Kells. Thames & Hudson, London 1989, (Revised and expanded edition. Thames & Hudson, London 2001, ISBN 0-500-28265-X).
- Felix Müller: Kunst der Kelten. 700 v. Chr. – 700 n. Chr. Belser, Stuttgart 2009, ISBN 978-3-7630-2539-8.
- Felix Müller: Die Kunst der Kelten. Beck, München 2021, ISBN 978-3-406-63057-6.
- David Sandison: Schwert und Schild. Die Kunst der Kelten Battenberg Verlag, Augsburg 1999, ISBN 3-89441-420-0.

### Kelten allgemein
- John Collis: The Celts. Origins, Myths & Inventions Tempus, Stroud 2003, ISBN 0-7524-2913-2.
- Paul-Marie Duval: Les Celtes. Gallimard, Paris 1977.
- Venceslas Kruta, Miklós Szabó: Les Celtes. Hatier, Paris u. a. 1978, ISBN 2-218-03784-X.
- Sabatino Moscati (Hrsg.): The Celts. Bompiani, Mailand 1991.

### Regionale Ausprägungen keltischer Kunst
- Nancy Edwards: The archaeology of early medieval Ireland. Batsford, London 1990, ISBN 0-7134-5367-2.
- Albrecht Jockenhövel: Die Eisenzeit. In: Fritz-Rudolf Herrmann, Albrecht Jockenhövel (Hrsg.): Die Vorgeschichte Hessens. Theiss, Stuttgart 1990, ISBN 3-8062-0458-6, S. 195–244.
- Wolfgang Kimmig: Keltische Kunst. In: Kurt Bittel, Wolfgang Kimmig, Siegwalt Schiek (Hrsg.): Die Kelten in Baden-Württemberg. Theiss, Stuttgart 1981, ISBN 3-8062-0211-7, S. 160–203.
- Majolie Lenerz-de Wilde: Zirkelornamentik in der Kunst der Latènezeit (= Münchner Beiträge zur Vor- und Frühgeschichte. Band 25). Beck, München 1977, ISBN 3-406-00495-4 (Zugleich: München, Universität, Dissertation, 1975).
- Michael A. Morse: How the Celts came to Britain. Druids, ancient Skulls and the Birth of Archaeology. Tempus, Stroud 2005, ISBN 0-7524-3339-3.
- Felix Müller, Geneviève Lüscher: Die Kelten in der Schweiz. Theiss, Stuttgart 2004, ISBN 3-8062-1759-9.
- Barry Raftery: La Tène in Ireland. Problems of Origin and Chronology (= Veröffentlichungen des vorgeschichtlichen Seminars Marburg. 7). Vorgeschichtliches Seminar, Marburg 1984, ISBN 3-924222-01-0.
- Sabine Rieckhoff, Jörg Biel: Die Kelten in Deutschland. Theiss, Stuttgart 2001, ISBN 3-8062-1367-4.
- Lev Zachar: Die keltische Kunst in der Slowakei. Tatran, Bratislava, 1987.